# Осми дан
Осми дан (тур. 8. gün) турска је телевизијска серија, снимана 2018. Премијерно је приказана 19. марта 2019. на телевизији АТВ.
Године 2019, приказивала се на телевизији Ти-Ди-Си са преводом на српски језик.

## Синопсис
Бахар се бори против специјалних служби за живот своје мајке. Њена мајка Шехназ је партнер компаније Лотус која развија програм за снимање турских реактивних авиона. Прича почиње од тренутка када се примети да је Шехназ преузела важне и снимљене информације, а када желе да реше тај проблем, Шехназ погине у авионској несрећи.
Бахар која је обавештена да нико није преживео, није сигурна да јој је мајка умрла јер зна да њене војне пројекте неко користи. У исто време, због снимака које је Шехназ уклонила из система, Бахар ће прогањати људи из подземља, а она се среће са мистериозним Озаном и својим оцем Хајатијем којег је сматрала мртвим. Почиње њена очајничка борба против терористичке групе чији је талац њена мајка. Ко стоји иза отмице Шехназ, терористи или непријатељске државе?

## Сезоне
| Сезона | Сезона | Број епизода (н) / (и) | Приказивање у Турској           | Приказивање у Србији                        |
| ------ | ------ | ---------------------- | ------------------------------- | ------------------------------------------- |
|        | 1      | 6 / 17 (1—6) / (1—17)  | 19. март 2018 — 7. мај 2018. () | 11. новембар 2019 — 6. децембар 2019. (TDC) |

## Улоге
| Глумац         | Улога             | Епизода |
| -------------- | ----------------- | ------- |
| Бурџу Бириџик  | Бахар Јуксел Екши | 1—6     |
| Бугра Гулсој   | Озан Таш          | 1—6     |
| Муса Узунлар   | Хајати Шахин      | 1—6     |
| Џејда Дувенџи  | Шехназ Јуксел     | 1—6     |
| Џем Девран     | Азиз Бозтепе      | 1—6     |
| Јигит Киразџи  | Ахмет Екши        | 1       |
| Хакан Курташ   | Рустем Алабан     | 1—6     |
| Дениз Караоглу | Кемал             | 1—6     |
| Гокче Јанардаг | Севда Екши        | 1—6     |
| Сермет Јешил   | инспектор Бекир   | 1—6     |
| Гокхан Кирач   | Селчук            | 1—6     |
| Ујгар Озчелик  | Енгин             | 1—6     |
| Пинар Гокташ   | Дилек             | 1—6     |
| Назан Ајаз     | Нериман           | 1—6     |
| Зејнеп Утку    | Озлем             | 1—6     |